# 龍岩寺 (宇佐市)
龍岩寺（りゅうがんじ）は、大分県宇佐市院内町大門にある曹洞宗の寺院。山号は清浄山。

## 概要
天平18年（746年）に、宇佐神宮を参詣した行基が龍女に導かれ、一夜にして阿弥陀如来、薬師如来、不動明王の三尊を刻み、開山となって諸堂を建立したといわれる。行基が全国に建立した49の院のひとつで、院内（いんない）の地名の起源であるという説もある。
寺院は、天正年間（1573年 – 1592年）にキリシタン大名大友宗麟による焼討ちに遭い焼失したが、奥の院と本尊の三尊は難を逃れ、現在は重要文化財に指定されている。

## 文化財

### 重要文化財（国指定）
- 木造阿弥陀如来坐像（1949年5月30日指定）
- 木造不動明王坐像（1949年5月30日指定）
- 木造薬師如来坐像（1949年5月30日指定）
阿弥陀如来坐像、薬師如来坐像、不動明王坐像の三尊は、平安時代後期の作とされる、樟の一木造・白木の像で、一本の楠の大木から作られたと伝えられる。彩色、切金等の装飾を一切行わず、衣文の細部を略して平面的に処理する、特異な様式の像である。奥院礼堂内に自然の岩壁を背景に安置されている。
- 龍岩寺奥院礼堂（1954年9月17日指定）
奥院は、大分県内唯一の鎌倉時代の木造建築である。岩の窪みに張り付くように建てられた正面3間、側面2間で、屋根は緩やかな片流れ板葺の懸造仏堂で、三仏寺投入堂（鳥取県東伯郡三朝町、国宝）や不動院岩屋堂（鳥取県八頭郡若桜町、重要文化財）とともに「日本三大投入堂」に括られている[1]。また、奥院に架かる階段は、三尊を刻んだ残りの丸太を削って造られたものと伝承されるもので、「きざはし」と呼ばれ、他には伊勢神宮にしかない珍しい様式のものとされる。